# 308省道 (福建省)
308省道，又称横五线，是中国福建省省道之一，起于福州市连江县黄岐镇，途经福州市晋安区、闽侯县、闽清县，三明市尤溪县、沙县区、将乐县、明溪县，终于三明市建宁县里心镇，是福州、三明两市的重要通道。